# Carex townsendii
Carex townsendii är en halvgräsart som beskrevs av Kenneth Kent Mackenzie. Carex townsendii ingår i släktet starrar, och familjen halvgräs. Inga underarter finns listade i Catalogue of Life.